# Смеєнь
Смеєнь, Смеєні (рум. Smeeni) — село у повіті Бузеу в Румунії. Адміністративний центр комуни Смеєнь.
Село розташоване на відстані 86 км на північний схід від Бухареста, 17 км на південь від Бузеу, 103 км на південний захід від Галаца, 122 км на південний схід від Брашова.

## Населення
За даними перепису населення 2002 року у селі проживали 3432 особи.
Національний склад населення села:
| Національність | Кількість осіб | Відсоток |
| -------------- | -------------- | -------- |
| румуни         | 3297           | 96,1%    |
| цигани         | 134            | 3,9%     |

Рідною мовою назвали:
| Мова      | Кількість осіб | Відсоток |
| --------- | -------------- | -------- |
| румунська | 3355           | 97,8%    |
| циганська | 76             | 2,2%     |